# Sidi Boubekeur (distrito)
Sidi Boubekeur é um distrito localizado na província de Saïda, Argélia. Sua capital é a cidade de mesmo nome.[carece de fontes?]